# Parinari congensis
Espèce
Synonymes
- Ferolia subcordata (Oliv.) Kuntze[1]
- Parinari subcordata Oliv.[1]

Parinari congensis est une espèce de plantes à fleurs de la famille des Chrysobalanaceae et du genre Parinari. C'est un arbre tropical présent en Afrique de l'Ouest.